# Вильбранд, Иоганн Бернхард
Ио́ганн Бе́рнхард Ви́льбранд (нем. Johann Bernhard Wilbrand, 8 марта 1779 — 6 мая 1846) — немецкий ботаник, зоолог, натуралист (естествоиспытатель), физиолог и врач.

## Биография
Иоганн Бернхард Вильбранд родился 8 марта 1779 года.
С 1809 года Вильбранд был профессором сравнительной анатомии, физиологии и естествознания.
В 1817 году он был директором Ботанического сада в Гиссене.
Его научные работы касались физиологии дыхания и циркуляции крови. Вильбранд проводил также исследования по сравнительной анатомии, ботанике и зоологии.
Иоганн Бернхард Вильбранд умер в Гиссене 6 мая 1846 года.

## Научная деятельность
Иоганн Бернхард Вильбранд специализировался на семенных растениях.

## Научные работы
- Darstellung der gesamten Organisation. 1809.
- Über den Ursprung und die Bedeutung der Bewegung auf Erden. 1813.
- Physiologie des Menschen. 1815.
- Gemälde der organischen Natur in ihrer Verbreitung auf der Erde. 1821 (mit Ferdinand von Ritgen).
- Erläuterungen der Lehre vom Kreislauf. 1826.
- Übersicht des Thierreiches nach natürlichen Abstufungen und Familien. 1828.
- Allgemeine Physiologie. 1833.
- Handbuch der Botanik. 1837.
- Handbuch der vergleichenden Anatomie. 1838.